# Kurtul, Gemlik
Kurtul là một xã thuộc quận Gemlik, tỉnh Bursa, Thổ Nhĩ Kỳ. Dân số thời điểm năm 2011 là 992 người.